# 科特雷勒峰
科特雷勒峰（英語：Kotterer Peaks）是南極洲的山峰，位於麥克羅伯特森地，屬於查爾斯王子山脈中阿索斯山脈的一部分，根據澳大利亞探險隊的測量和空中照片繪入地圖，現時由南極條約體系管理。